# アイヌア
アイヌア（Ainur、単数形：アイヌ、Ainu）は、J・R・R・トールキンの小説『指輪物語』、『シルマリルの物語』に登場する想像上の種族。

## 概要
アイヌアはクウェンヤで聖なる者たち(Holy Ones)の意である。「Ainu」はクウェンヤの「aina」（聖なる）から発生した単語である。この言葉は元々はヴァラリン（ヴァラール語）でのアヤヌーズ（Ayanûz）から由来している。唯一神エル・イルーヴァタールが最初に創造した種族であり、彼らはイルーヴァタールが、エア（宇宙）を含めた、他の全てのものを創造される以前からエルと共にあった。イルーヴァタールの思いから生まれた者たちだが、幾人かは兄弟関係として創られた。例えばマンウェとメルコールがそうである。また、アイヌアはイルーヴァタールの思いから生じたが故に、イルーヴァタールの心のどの部分から生まれ出でたかによって、彼らの資質や理解できる範囲は、異なったり限られたりする。例外が全アイヌア中最大の力を持つメルコールで、彼は他のアイヌア（ヴァラ）の資質をも部分的に持ち合わせていた。
唯一神の示した主題に沿ってアイヌアたちが奏でた音楽が、創世の音楽、即ちアイヌリンダレである。

## 区分
アイヌアは皆エアの外側にいたが、イルーヴァタールは彼らにアルダに降ることを許された。そこで暇を乞うてエアに下向した者たちの中で、15名の力ある者達をヴァラールと呼び、残りの者をマイアールと呼んだ。

## 世界の中のアイヌア
彼らはトールキンの世界における天使的な存在に当たる。彼らの中にはエルの手で、不滅の炎（Flame Imperishable）が点じられているが故に、アイヌアは不滅の存在である。そして彼らはイルーヴァタールの子らとは異なり、必ずしも肉体が必要というわけではない。事実マイアールの殆どは肉の身体を纏わずに、霊的な存在のまま活動をしている。また彼らには性別はある。地上で肉身を持つ場合、ある者は男、またある者は女の姿を取る。この違いは彼らが初めから持っていたものであって、どちらかを選ぶことにより、表に現れたものであるのであって、選ぶことにより性別が作られるわけではない。
アイヌアは不滅であるため、完全に殺すということは不可能だが、その霊的な存在としての力が弱まることはある。その結果肉身を持つことも出来ず、世界に何の影響も及ぼせなくなってしまうということはあり得る。

## 過ちを犯すアイヌア
トールキンの世界における天使的存在アイヌアは皆全て、特に肉身を持っているときに、度合いの程度は様々だが、過ちや失敗を犯すものである。事実イスタリの中で、ガンダルフのみが課せられた使命に成功したのに対して、サルマンは失敗し堕落した。しかしながら、こういった過ちの中でも特に最悪なものが、モルゴスとその従者サウロンの二者による、完全な邪悪とサタン的な反乱であった。